# Apanteles murinanae
Apanteles murinanae är en stekelart som beskrevs av Capek och Zwolfer 1957. Apanteles murinanae ingår i släktet Apanteles och familjen bracksteklar. Inga underarter finns listade i Catalogue of Life.